# Standortübungsplatz

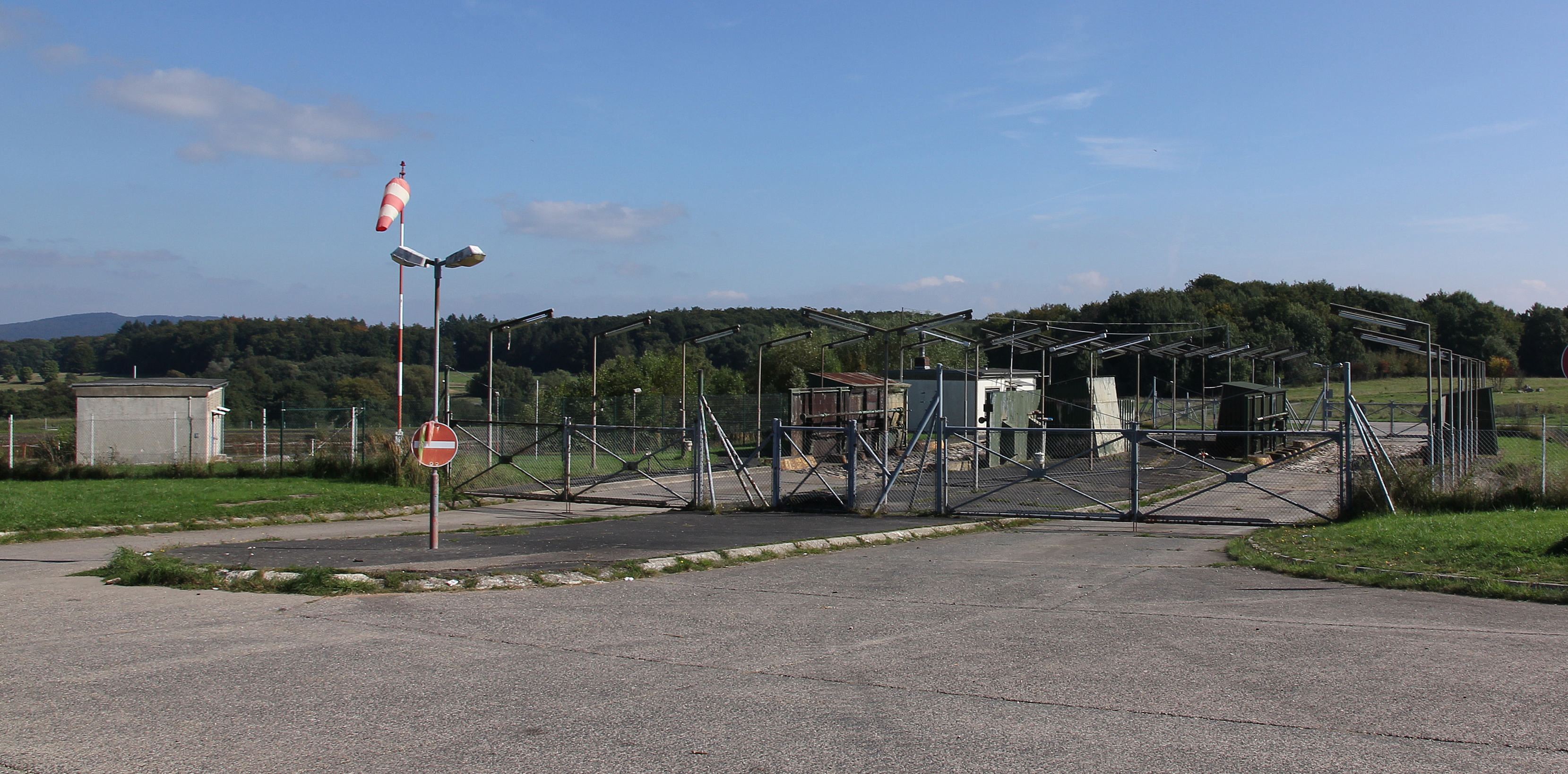
Panzerwaschanlage auf dem Standortübungsplatz Koblenz-Schmidtenhöhe (Panzerwaschplatz)

Ein Standortübungsplatz (in Deutschland, Abk. StOÜbPl) oder Garnisonsübungsplatz (in Österreich, Abk. GÜPl), veraltet: Exerzierplatz, ist ein Militärgelände, auf der Truppen oder Truppenteile in Kasernen- bzw. Standortnähe üben können. Standortübungsplätze weisen je nach Anforderungen der übenden Truppe eine unterschiedliche Charakteristik auf, z. B. Gebirgsübungsplatz, Panzerübungsplatz, Wasserpionierübungsplatz.

## Unterschiede

Hinweisschild: Militärischer Bereich

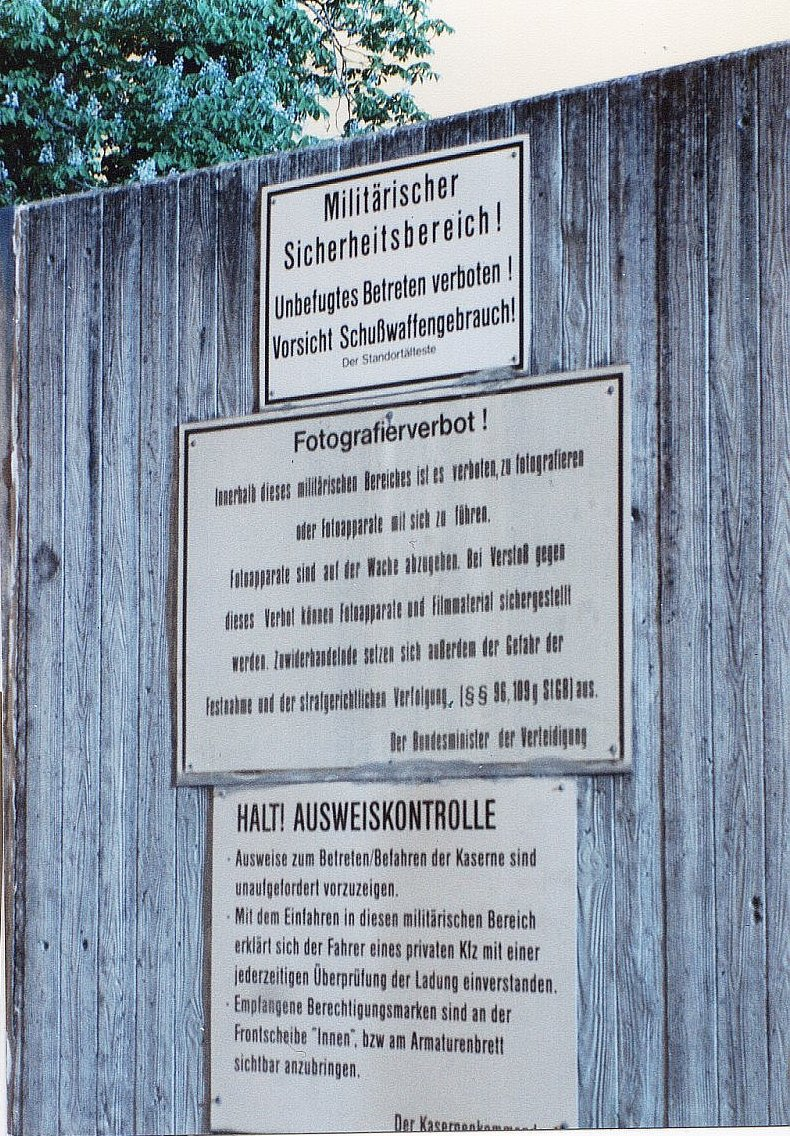
Schilder an einer Bundeswehrkaserne

Es wird unterschieden zwischen Übungsplätzen, in denen nicht scharf geschossen wird, sie sind der Öffentlichkeit zugänglich (erklärt zum „militärischen Bereich“), sowie Übungsplätzen, die aus Sicherheitsgründen der Öffentlichkeit verwehrt bleiben (erklärt zum „militärischen Sicherheitsbereich“).
Ein Standortübungsplatz wird durch die kurzen Anmarschwege der Truppe charakterisiert, so beispielsweise beim ehemaligen Standortübungsplatz Höltigbaum. Dieser Platz wurde von den Truppen, die im östlichen Hamburg in drei Kasernen stationiert waren, gemeinschaftlich genutzt. Ein Standortübungsplatz wird zu verschiedenen grundlegenden Ausbildungen genutzt, bei denen nicht scharf geschossen wird; er kann jedoch eine Standortschießanlage oder einen Artillerie-Kleinkaliber-Schießplatz enthalten.
Der Standortübungsplatz Holzdorf in der Annaburger Heide ist mit 8635,9 Hektar der größte Standortübungsplatz in Deutschland.
In Deutschland sind Standortübungsplätze für die Bundeswehr und auch für US-Streitkräfte angelegt.